# Стелленбосский университет
Стелленбошский университет (африк. Universiteit Stellenbosch, сокращённо US) — университет в городе Стелленбош в Западно-Капской провинции ЮАР.

## История
Основан в 1865 г. как «публичная школа» (Openbare Skool), в 1866 г. переименован в Стелленбосскую гимназию. В 1874 г. возникло отделение искусств с числом учеников в 120 человек, а в 1881 г. гимназия официально преобразована в колледж.
Благодаря Яну Маре (Jan Marais) из Кутценбурга, который завещал 100 000 фунтов стерлингов на развитие образования в Стелленбосе, колледж смог получить статус независимого унииверситета. В 1916 г. парламент принял Закон об университетах, который вступил в силу 2 апреля 1918 г., и Колледж Виктории был официально преобразован в Стелленбосский университет. В том году общее число студентов составляло 503 человека, а преподавателей — 40 (22 профессора и 18 лекторов).
В годы апартеида университет был одним из центров африканерской культуры. Он был предназначен для белых, говоривших на языке африкаанс.
Постепенно в университете возникали новые факультеты и кафедры. В настоящее время в университете 10 факультетов: факультет экономики и менеджмента, юридический факультет, педагогический факультет, сельскохозяйственный факультет, факультет общественных наук, инженерный факультет, медицинский факультет, военный факультет, факультет естественных наук, теологический факультет. 
Университет относится к ведущим университетам южного полушария. Он входит в число лучших 500 университетов мира по версии журнала Times Higher Education .

## Известные выпускники
- Даниэль Франсуа Малан — южноафриканский кальвинистский проповедник, политик и государственный деятель африканерского национализма, премьер-министр Южно-Африканского Союза.
- Джеймс Барри Мунник Герцог — южноафриканский военный и политический деятель, один из лидеров национального движения африканеров, премьер-министр Южно-Африканского Союза.
- Марк Нигрини — математик и аудитор.
- Изак Стефанус де Вильерс «Бэйли» Сварт — южноафриканский регбист, чемпион мира 1995 года.